# Говард Г'юз
Го́вард Ро́бард Г'юз молодший (англ. Howard Robard Hughes, Jr.; 24 грудня 1905 — 5 квітня 1976) — американський промисловець-підприємець, інженер, піонер і новатор американської авіації, режисер, кінопродюсер, а також один з найбагатших людей у світі свого часу. Він відомий будівництвом літака «Г'юз Геркулес» (також відомого як англ. Spruce Goose, тобто «смерековий гусак»), корабля та проєкту «Гломар-Експлорер», і деякою мірою своєю ексцентричною поведінкою.

## Проєкт «Г'юз Геркулес»

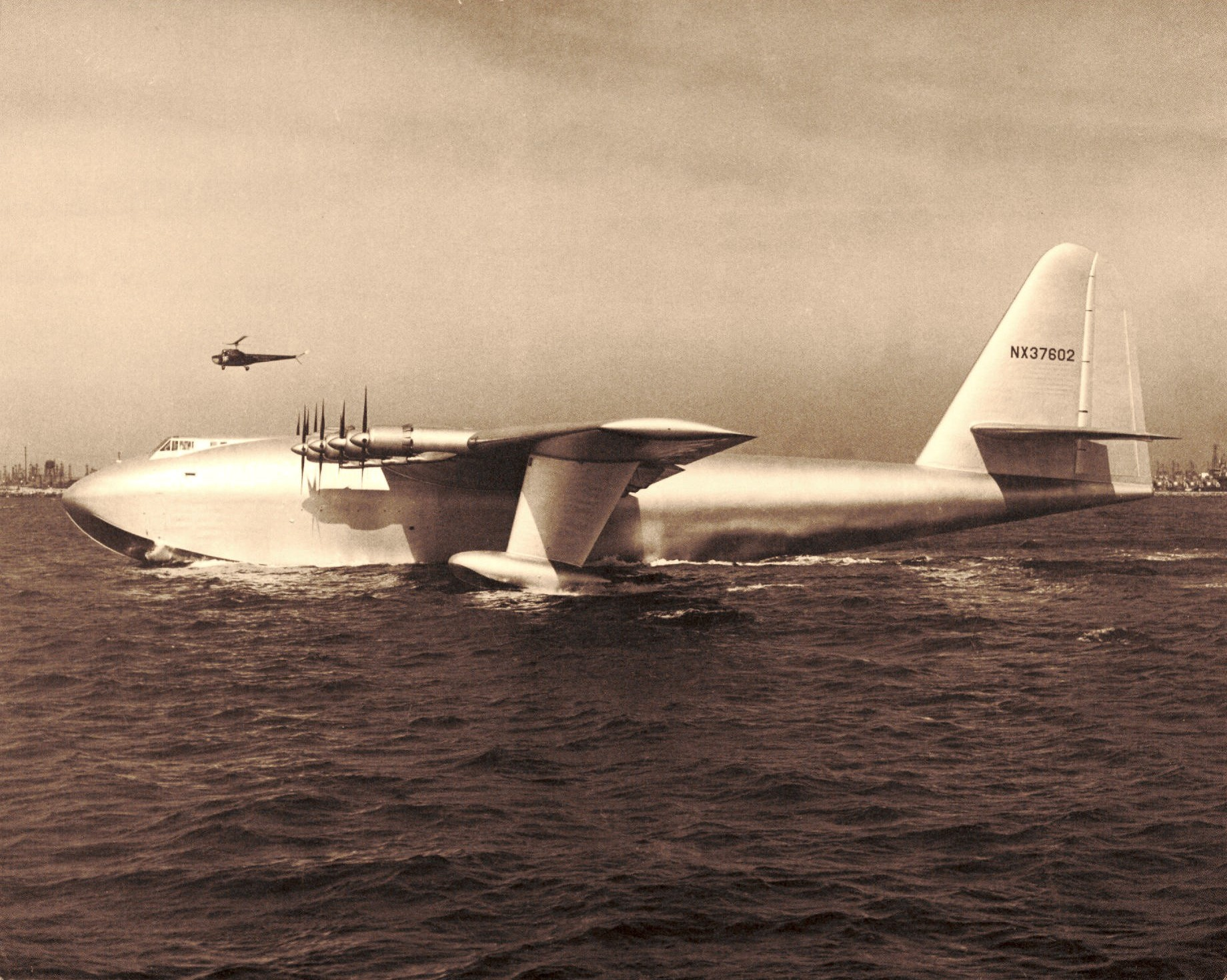
Г'юз Н-4 Геркулес з Говардом Г'юзом за штурвалом

2 листопада 1947-го вперше й востаннє піднявся в повітря найбільший в історії летючий човен — «Г'юз H-4 Геркулес». Розмах його крил досі залишається рекордним — 97,54 м. За штурвалом був розробник літака — 41-річний Говард Г'юз. Розробкою й будівництвом H-4 він займався 5 років. Керівництво звернулося до нього в розпал Другої світової війни, коли німецькі підводні човни цілковито панували в Атлантиці. Щороку сформовані з них «вовчі зграї» зухвало й безкарно топили сотні торгових кораблів, які йшли до Великої Британії, а якось навіть зайшли в бухту Нью-Йорка. У Департаменті війни Сполучених Штатів почали шукати альтернативних способів перевезення озброєння й солдатів на далеку відстань.
Говард Г'юз — власник фірми Hughes Aircraft — узявся спорудити величезний летючий човен, що міг би транспортувати 750 солдатів при повному обладунку або два танки. І невдовзі отримав на його спорудження урядовий контракт. Через воєнний дефіцит металу літак мав бути переважно з дерева, за що його дуже швидко прозвали «Летючою пилорамою». Та ще популярнішою стала інша назва — Spruce Goose, що дослівно перекладається як «Смерековий гусак», а на сленгу означає «Чепурун». Річ у тім, що Г'юз ніяк не міг завершити роботу, бо намагався створити бездоганну машину. Уже й закінчилася війна, а він і далі працював над удосконаленням H-4. Урешті-решт його викликали до комісії Сенату для пояснень, на що він витратив урядові кошти.
— Або я закінчу проєкт, або назавжди покину країну, — пообіцяв авіаконструктор.
Через два місяці він особисто підняв «Чепуруна» над гаванню Лос-Анджелес. На висоті 21 м пролетів 1,6 км. Більше летючий човен, що обійшовся в $330 млн на сьогоднішні гроші, від землі не відривався: став непотрібний у мирний час. Хоч був придатним до польотів ще три десятиліття: Говард Г'юз до самої своєї смерті 1976-го витрачав по $1 млн щороку для підтримки летючого човна в робочому стані. Нині Г'юз H-4 Геркулес є однією з головних атракцій музею авіації в американському місті МакМінвіль, штат Орегон. «Летючу пилораму» щороку відвідують приблизно 300 тис. туристів.

## Фінансування науково-дослідної діяльності
У 1953 році Говард Г'юз заснував Медичний інститут Говарда Г'юза [Архівовано 7 грудня 2003 у Wayback Machine.], а для його фінансування передав кошти компанії Hughes Aircraft Company. Тепер цей інститут є однією з найбільших приватних організацій в США, що проводять біологічні та медичні дослідження.

## Фільми про Г'юза
- Теленарис Валентина Зоріна «Таємничий мільярдер» (Владыки без масок). СРСР, 1970;
- Фільм «Ф як Фальшивка» (Vérités et mensonges), режисер Орсон Веллс, 1974;
- Фільм «Дивовижний Говард Хьюз» (The Amazing Howard Hughes), режисер William A. Graham, США, 1977;
- Фільм «Мелвін і Ховард» (Melvin and Howard), 1980;
- Фільм «Ракетчик» (The Rocketeer), 1991;
- Фільм «Авіатор», режисер Мартін Скорсезе, 2004;
- Фільм «Містифікація», 2006;
- Фільм «Правила не застосовуються» (Rules don't apply), режисер Воррен Бітті, 2016.